# Portapau

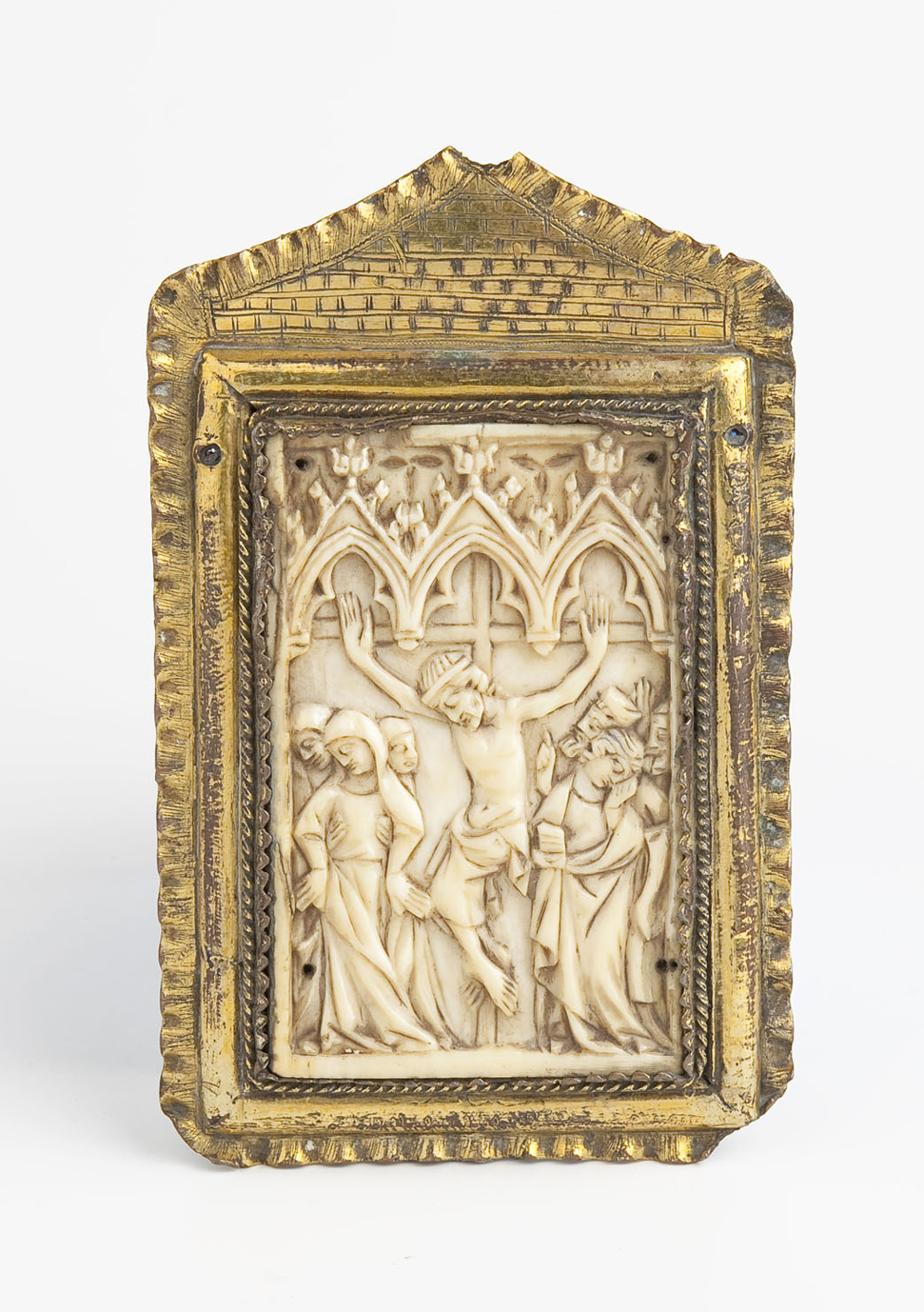
Portapau de la col·lecció del Museu Frederic Marès

Un portapau és una placa amb una representació religiosa figurada, emmarcada a manera de petit retaule i amb una nansa a la part posterior per poder-lo agafar.

## Història
Els primers portapaus medievals coneguts són objectes de caràcter sumptuari, fets principalment d'or, plata, esmalts o ivori. En les peces executades per a les catedrals, les cases reials i/o la noblesa, les figures que els componen es poden considerar
veritables obres escultòriques, que, en molts casos, troben aixopluc dintre de petits templets amb pinacles i calats propis del període gòtic. Al llarg del segle xvi, principalment a partir del segon quart, els portapaus es van adaptar als nous corrents estètics, tant pel que fa a la part figurada com als seus emmarcaments, els quals es feien a la manera de les portades arquitectòniques renaixentistes.
Basament, columnes, pilastres, cariàtides, frontons i petxines en van ser els elements arquitectònics més destacats. Al mateix temps, al costat de les grans peces d'orfebreria considerades obra única, van aparèixer les produïdes en sèrie, fetes normalment en bronze. Això explica que es trobin portapaus de característiques idèntiques en esglésies, museus o col·leccions particulars.
L'estètica de l'objecte va marxar adaptant als nous corrents artístics en voga –principalment pel que fa als emmarcaments– al llarg dels segles xvii i XVIII fins a arribar a una producció més minsa durant el segle xix. Arran de les reformes litúrgiques introduïdes pel Concili Vaticà II, va deixar de ser, definitivament, un objecte d'ús. Al Museu Frederic Marès de Barcelona es pot visitar una col·lecció de portapaus.

## Temàtica
Els temes més repetits són el naixement i la Passió de Crist. Així mateix, hi abunden els temes marians i, finalment, es troba la representació dels sants, habitualment els patrons de l'església o capella en la qual el portapau complia la seva funció. Una característica iconogràfica força comuna en el Renaixement és la representació en el frontó –de forma
semicircular− de la figura del Pare Etern. També es pot trobar en el banc o basament l'escut amb l'heràldica del donant o del destinatari.